# Viburnum jelskii
Viburnum jelskii är en desmeknoppsväxtart som beskrevs av Alexander Zahlbruckner. Viburnum jelskii ingår i släktet olvonsläktet, och familjen desmeknoppsväxter. Inga underarter finns listade i Catalogue of Life.